# Ja’akow Gil (1908–1990)
Ja’akow Gil (hebr.: יעקב גיל, ang.: Ya'akov Gil, ur. jako Ja’akow Lifszic w 1908 w Tyberiadzie, zm. 20 października 1990) – izraelski rabin i polityk, w latach 1949–1951 poseł do Knesetu z listy Ogólnych Syjonistów.

## Życiorys
Urodził się w 1908 w Tyberiadzie. W czasie II wojny światowej pełnił funkcję rabina polowego w Brygadzie Żydowskiej.
W wyborach parlamentarnych w 1949 po raz pierwszy i jedyny dostał się do izraelskiego parlamentu.